# Slick (Oklahoma)
Slick és un poble dels Estats Units a l'estat d'Oklahoma. Segons el cens del 2000 tenia 148 habitants.

## Demografia
Segons el cens del 2000, Slick tenia 148 habitants, 52 habitatges, i 35 famílies. La densitat de població era de 129,9 habitants per km².
Dels 52 habitatges en un 34,6% hi vivien nens de menys de 18 anys, en un 59,6% hi vivien parelles casades, en un 5,8% dones solteres, i en un 30,8% no eren unitats familiars. En el 28,8% dels habitatges hi vivien persones soles el 13,5% de les quals corresponia a persones de 65 anys o més que vivien soles. El nombre mitjà de persones vivint en cada habitatge era de 2,85 i el nombre mitjà de persones que vivien en cada família era de 3,58.
Per edats la població es repartia de la següent manera: un 29,7% tenia menys de 18 anys, un 10,8% entre 18 i 24, un 31,8% entre 25 i 44, un 18,2% de 45 a 60 i un 9,5% 65 anys o més.
L'edat mediana era de 34 anys. Per cada 100 dones de 18 o més anys hi havia 96,2 homes.
La renda mediana per habitatge era de 35.000 $ i la renda mediana per família de 37.500 $. Els homes tenien una renda mediana de 32.083 $ mentre que les dones 19.000 $. La renda per capita de la població era de 13.554 $. Entorn del 4,2% de les famílies i el 7,3% de la població estaven per davall del llindar de pobresa.

## Poblacions més properes
El següent diagrama mostra les poblacions més properes.